# Laserbearbeitungsmaschine

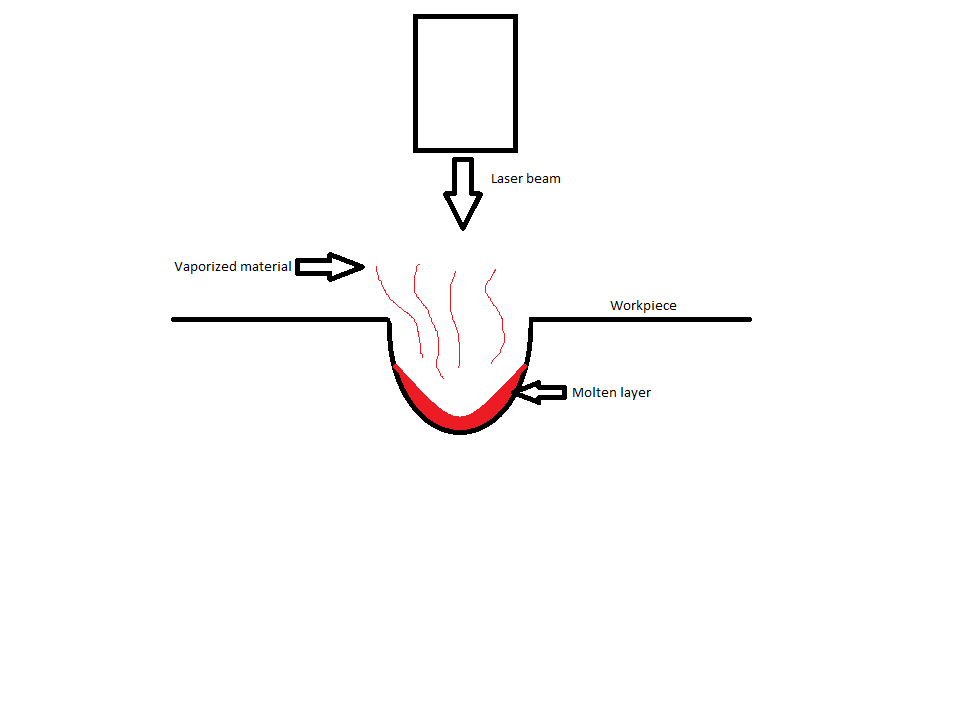

Laserbearbeitungsmaschinen sind Werkzeugmaschinen, die mit Hilfe eines hochenergetischen Laserstrahls Materialien bearbeiten. Das Anwendungsgebiet umfasst eine Vielzahl an Fertigungsverfahren wie Trennen, Stoffeigenschaften ändern oder Urformen.

## Verwendung
Laserbearbeitungsmaschinen werden zum Schneiden, Gravieren, Strukturieren, Schweißen, Wärmebehandeln (Randschichthärten) und Beschichten sowie für volumenaufbauende Verfahren (Rapid Prototyping, selektives Sintern) eingesetzt. Als kraftfreies Bearbeitungsverfahren kann im Gegensatz zu mechanischen Bearbeitungsverfahren meist auf schwere Spannmittel verzichtet werden. Leichte Teileaufnahmen reichen aus, die Werkstücke in Position zu halten. Typische Bauformen sind Portal-, C-Ständer- und Seitenständer-Maschinen.
Das Spektrum der bearbeitbaren Werkstoffe umfasst alle Metalle, Kunststoffe, Glas, Keramik, Stein, Holz, Textilien und Papier. Bei brennbaren Werkstoffen ist durch inerte Gase und eine nur kurzzeitige Energieeinkopplung eine Entzündung zu verhindern. Als Laser-Strahlquellen werden heute meist CO2-Laser oder Nd:YAG-Laser verwendet. Zum Randschichthärten, Schweißen und zum Pulverauftrag kommen auch Diodenlaser zum Einsatz. Lithografische Mikrobearbeitung wird auch mit Excimerlasern durchgeführt.

## Funktion
Die Laserstrahlen werden durch Lichtleitkabel (Nd:YAG-Laser, teilweise Diodenlaser) oder über Umlenkspiegel (CO2-Laser, Excimerlaser) zur Bearbeitungsoptik geführt, die den Laserstrahl fokussiert und so die erforderlichen Leistungsdichten erzeugt.

Diodenlaser können aufgrund ihrer Kompaktheit auch direkt über das Werkstück geführt werden – deren schlechte Strahlqualität gestattet oft keine Einkoppelung in ein Lichtleitkabel oder den Transport über lange Strecken.
Anlagen mit CO2-Lasern bestehen in der Mehrzahl aus feststehendem Laserresonator und einer sogenannten fliegenden Optik. Der aus dem Resonator austretende Strahl hat eine mehr oder weniger stark ausgeprägte Strahltaille, die die Brennweite und somit die Fokuslage am Werkstück bei sich bewegender Optik verändert. Um dies auszugleichen und die thermische Belastung der Umlenkspiegel zu verringern, wird der Strahl oft mit einem Spiegelteleskop aufgeweitet.

Die Strahlführung zwischen Resonator (Laserstrahlquelle) und Fokussieroptik wird durch gegebenenfalls wassergekühlte Spiegel realisiert. Die Spiegel sind gold- oder molybdänbeschichtet und bestehen aus monokristallinem Silizium oder reinem Kupfer.

## Mehrdimensionale Bearbeitung
Bei Anlagen, die zwei- oder dreidimensional in allen Freiheitsgraden Metall schneiden sollen, werden zwischen Resonator und Teleskop phasendrehende Spiegel angeordnet: Anordnungen aus 1, 2 oder 4 solchen Spiegeln sorgen dafür, den linear polarisierten Laserstrahl zirkular zu polarisieren, um die Schneidqualität in allen Richtungen gleich zu halten – andernfalls würde die polarisationsabhängige Absorption im Schneidspalt zu einer richtungsabhängigen Kantenqualität und Schneidleistung führen.
Bei Nd:YAG- und teilweise bei Diodenlasern kann der Strahl über Lichtleitkabel zur Fokussieroptik geführt werden.

## Hersteller
Ein großer Hersteller von Laserbearbeitungsmaschinen ist die deutsche Firma Trumpf.